# Carla-de-Roquefort
Carla-de-Roquefort (okzitanisch: Le Carlar de Ròcafòrt) ist eine französische Gemeinde mit 166 Einwohnern (Stand 1. Januar 2022) im Département Ariège in der Region Okzitanien. Sie gehört zum Kanton Pays d’Olmes und zum Arrondissement Pamiers.
Nachbargemeinden sind Dun im Norden, Lieurac im Osten, Ilhat im Südosten, Roquefort-les-Cascades im Süden und Ventenac im Westen.

## Bevölkerungsentwicklung
| Jahr      | 1962 | 1968 | 1975 | 1982 | 1990 | 1999 | 2008 | 2017 |
| --------- | ---- | ---- | ---- | ---- | ---- | ---- | ---- | ---- |
| Einwohner | 169  | 162  | 148  | 109  | 143  | 158  | 158  | 169  |